# 拉蘇維爾卡山
14°19′21″S 73°46′59″W / 14.32250°S 73.78306°W
拉蘇維爾卡山（Rasuwillka），是秘魯的山峰，位於該國中南部阿亞庫喬大區，由奇保區和莫爾科利亞區負責管轄，屬於安地斯山脈的一部分，海拔高度5,000米。